# Plinthaster dentatus
Plinthaster dentatus är en sjöstjärneart som först beskrevs av Perrier 1884.  Plinthaster dentatus ingår i släktet Plinthaster och familjen ledsjöstjärnor. Inga underarter finns listade i Catalogue of Life.